# Fontaine-les-Grès
Fontaine-les-Grès és un municipi francès situat al departament de l'Aube i a la regió del Gran Est. L'any 2007 tenia 891 habitants.

## Demografia

### Població
El 2007 la població de fet de Fontaine-les-Grès era de 891 persones. Hi havia 364 famílies de les quals 116 eren unipersonals (36 homes vivint sols i 80 dones vivint soles), 104 parelles sense fills, 108 parelles amb fills i 36 famílies monoparentals amb fills.
La població ha evolucionat segons el següent gràfic:
Habitants censats

### Habitatges
El 2007 hi havia 400 habitatges, 368 eren l'habitatge principal de la família, 6 eren segones residències i 26 estaven desocupats. 323 eren cases i 77 eren apartaments. Dels 368 habitatges principals, 226 estaven ocupats pels seus propietaris, 139 estaven llogats i ocupats pels llogaters i 3 estaven cedits a títol gratuït; 6 tenien una cambra, 33 en tenien dues, 52 en tenien tres, 102 en tenien quatre i 175 en tenien cinc o més. 213 habitatges disposaven pel capbaix d'una plaça de pàrquing. A 175 habitatges hi havia un automòbil i a 157 n'hi havia dos o més.

### Piràmide de població
La piràmide de població per edats i sexe el 2009 era:
| Homes | Edats   | Dones |
| ----- | ------- | ----- |
| 4     | 95 o +  | 8     |
| 0     | 90 a 94 | 8     |
| 4     | 85 a 89 | 8     |
| 4     | 80 a 84 | 4     |
| 16    | 75 a 79 | 20    |
| 24    | 70 a 74 | 16    |
| 24    | 65 a 69 | 20    |
| 20    | 60 a 64 | 24    |
| 24    | 55 a 59 | 20    |
| 28    | 50 a 54 | 20    |
| 40    | 45 a 49 | 28    |
| 24    | 40 a 44 | 48    |
| 40    | 35 a 39 | 32    |
| 24    | 30 a 34 | 32    |
| 36    | 25 a 29 | 20    |
| 40    | 20 a 24 | 16    |
| 44    | 15 a 19 | 24    |
| 28    | 10 a 14 | 24    |
| 24    | 5 a 9   | 20    |
| 28    | 0 a 4   | 16    |

## Economia
El 2007 la població en edat de treballar era de 581 persones, 449 eren actives i 132 eren inactives. De les 449 persones actives 400 estaven ocupades (212 homes i 188 dones) i 49 estaven aturades (22 homes i 27 dones). De les 132 persones inactives 59 estaven jubilades, 37 estaven estudiant i 36 estaven classificades com a «altres inactius».

### Ingressos
El 2009 a Fontaine-les-Grès hi havia 366 unitats fiscals que integraven 845,5 persones, la mediana anual d'ingressos fiscals per persona era de 17.577 €.

### Activitats econòmiques
Dels 59 establiments que hi havia el 2007, 1 era d'una empresa extractiva, 1 d'una empresa alimentària, 2 d'empreses de fabricació de material elèctric, 8 d'empreses de fabricació d'altres productes industrials, 9 d'empreses de construcció, 13 d'empreses de comerç i reparació d'automòbils, 1 d'una empresa de transport, 3 d'empreses d'hostatgeria i restauració, 1 d'una empresa d'informació i comunicació, 2 d'empreses financeres, 3 d'empreses immobiliàries, 3 d'empreses de serveis, 8 d'entitats de l'administració pública i 4 d'empreses classificades com a «altres activitats de serveis».
Dels 20 establiments de servei als particulars que hi havia el 2009, 1 era una oficina de correu, 1 una oficina bancària, 3 tallers de reparació d'automòbils i de material agrícola, 1 autoescola, 2 paletes, 2 guixaires pintors, 4 lampisteries, 3 perruqueries, 2 restaurants i 1 saló de bellesa.
Dels 5 establiments comercials que hi havia el 2009, 1 era una botiga de menys de 120 m², 1 una peixateria, 2 botigues de roba i 1 una joieria.
L'any 2000 a Fontaine-les-Grès hi havia 20 explotacions agrícoles que ocupaven un total de 1.742 hectàrees.

## Equipaments sanitaris i escolars
L'únic equipament sanitari que hi havia el 2009 era una farmàcia.
El 2009 hi havia una escola elemental.

## Poblacions més properes
El següent diagrama mostra les poblacions més properes.